# 永田義直
永田 義直（ながた よしなお、1908年4月5日 - 1983年4月18日）は、日本の国文学者、民俗学者、翻訳家。
神奈川県横浜市生まれ。1931年東洋大学卒。兵庫県の公立高校の教員、校長を経て文筆家。古典文学、日本神話、民俗学、芸能などについて執筆した。 

## 著書
- 『土佐日記新講』岡村書店 1930
- 『伊勢物語新講 対訳』岡村書店 1932
- 『芭蕉の句作心境を解く』交蘭社 1935
- 『方丈記新講』大同館書店 1938
- 『蕪村秀句鑑賞』交蘭社 1941
- 『日本神話の研究』駸々堂 1943
- 『古事記の話』駸々堂 1944
- 『青年よ起て』駸々堂 1944
- 『日本文化のあけぼの 絵で見る古代の生活』嫩草書房 1947
- 『良寛さま』わかくさ文庫　嫩草書房 1948
- 『大昔の生活』わかくさ文化教室・嫩草書房 1949
- 『機関車の話』わかくさ文化教室』編 嫩草書房 1949
- 『おさる地蔵 日本むかし話』永田よしなお 鶴書房 1958
- 『狐とにぎりめし 日本むかし話』永田よしなお 鶴書房 1958
- 『天狗のかくれみの 日本むかし話』永田よしなお 鶴書房 1958
- 『みんなが聞きたがる話 世の移り変わり』滝平二郎絵 理論社 ほーむらいぶらりい 1965
- 『みんなが聞きたがる話 くらしの知恵』滝平二郎絵 理論社 ほーむらいぶらりい 1965
- 『古典落語鑑賞事典』編著 金園社 1969
- 『ものしり百科事典』編著 金園社 1970
- 『日本の民話400選』編著 金園社 1972
- 『俳句歳時記』編 金園社 1972
- 『日本の神話 天地の創造より神々の活躍まで』編著 金園社 1973
- 『ふるさとの民話』編著 金園社 実用百科選書 1974
- 『古今俳句の鑑賞』編著 金園社 実用百科選書 1975
- 『近代短歌名作選』編著 金園社 1976
- 『民話の旅 西日本編・東日本編』芸艸堂 1976
- 『子どもに読んで聞かせる日本のむかし話』編著 金園社 1977
- 『子どもに読んで聞かせる日本のこわい話』編著 金園社 1978
- 『子どもに読んで聞かせる日本の伝説』編著 金園社 1979
- 『さるじぞう』すばる書房 おもしろい図書館 1979
- 『子どもに読んで聞かせる日本の笑い話』編著 金園社 1980
- 『子どもに読んで聞かせる日本の偉人の逸話』編著 金園社 1981
- 『むかし話のつづき それからどうなったのでしょう?』金園社 ハウブックス 1981
- 『日本のふるさと・こどもの民話 12 三まいのおふだ(秋田)・かさじぞう(山形)』黒谷太郎画 都市と生活社 1982
- 『日本のふるさと・こどもの民話 6 いもころがし(宮城)・見るなのざしき(福島)』西村達馬画 都市と生活社 1982
- 『日本のふるさと・こどもの民話 4 かくれみの(石川)・わかがえりの水(福井)』鈴木未央子画 都市と生活社 1982
- 『日本のふるさと・こどもの民話 3 みそかいばし(岐阜)・はなたかおうぎ(愛知)』小島直画 都市と生活社 1982
- 『短歌鑑賞入門』編著 金園社 1983
- 『俳句鑑賞入門』編著 金園社 1984

### 翻訳
- ヨハンナ・スピリ『アルプスの山の娘 (ハイジ)』嫩草書房 1947
- ジョナサン・スウィフト『ガリヴァー旅行記』嫩草書房 1947
- チャールズ・ディケンズ『クリスマス・キャロル』嫩草書房 1947
- ダニエル・デフォー『ロビンソン漂流記』嫩草書房 1947
- アルフレッド・テニスン『海鳥の嘆き』嫩草書房 1948
- 『黄金の鶏 童話伝説』安場辰男絵 嫩草書房 1948
- ヨハンナ・スピリ『コルネリの悦び』嫩草書房 1948
- ハリエット・ビーチャー・ストウ『トム爺の小屋』安場辰男絵 嫩草書房 1948
- キングスレイ『水の子物語』安場辰男絵 嫩草書房 1948
- アンデルセン『絵のない絵本』安場辰男絵 嫩草書房 1948
- トーマス・ヒューズ『若き日 (トム・ブラウンの学生時代)』嫩草書房 1949